# Šempeter v Savinjski dolini
Šempeter v Savinjski dolini (Duits: Sankt Peter im Sanntal) is een plaats in Slovenië en maakt deel uit van de gemeente Žalec in de NUTS-3-regio Savinjska. De plaats telde 2.028 inwoners op 1 januari 2020.

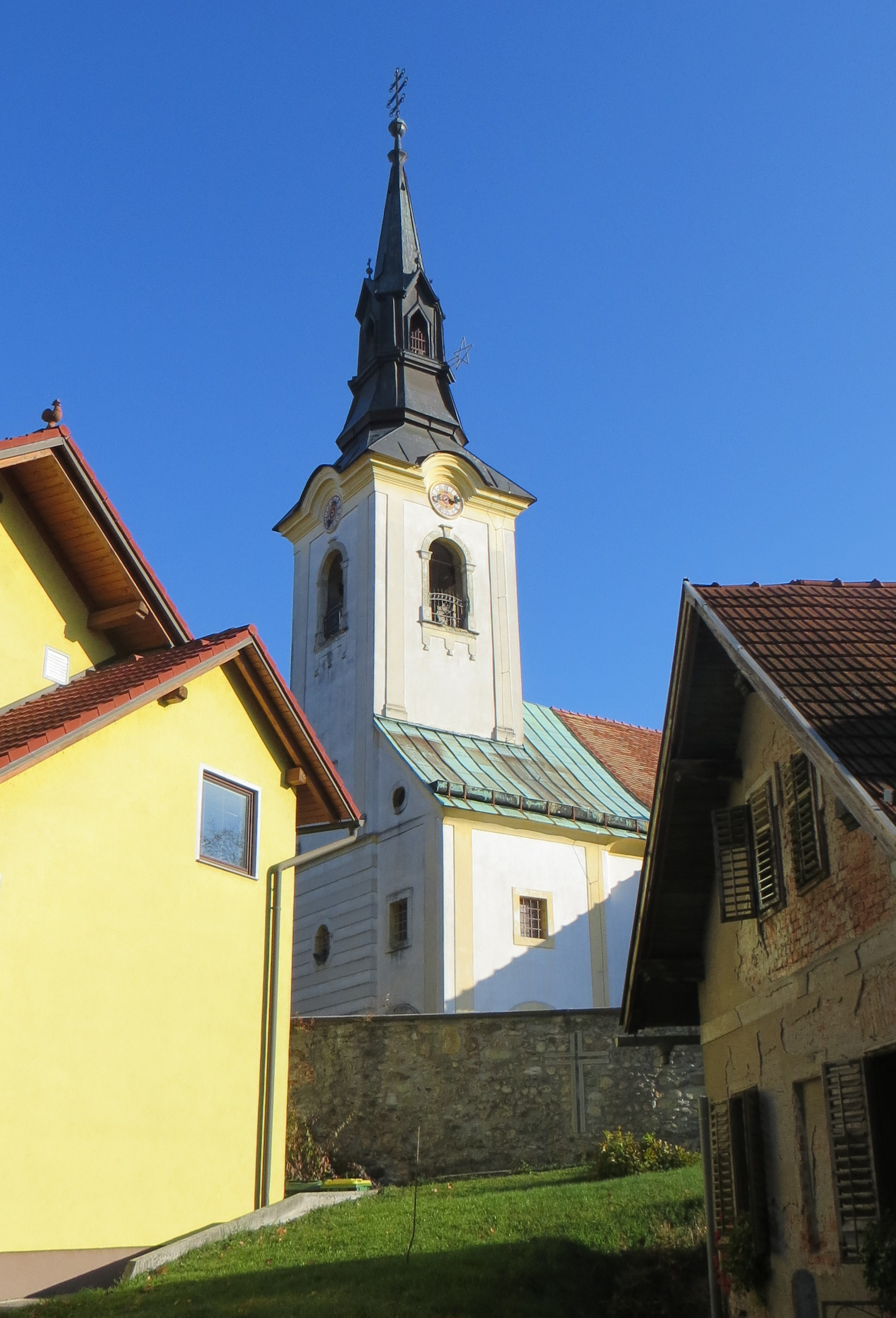
Sint Petruskerk